# 케빈 카스타뇨
케빈 카스타뇨(스페인어: Kevin Duván Castaño Gil , 2000년 9월 29일~)는 콜롬비아의 축구 선수이다. 크라스노다르와 콜롬비아 축구 국가대표팀에서 미드필더로 활동하고 있다.

## 어린 시절
12세에 아길라스 도라다스 유소년 시스템을 거쳐 팀에 팀에 들어간 그는 15세에 U-20 팀으로 승격되었고, 18세에 성인 팀으로 승격했으며, 2년 후에 프로 데뷔를 이뤘다.

## 구단 경력

### 크루스 아술
2023년 6월 26일, 크루스 아술에 입단했다.

### 크라스노다르
2024년 1월 5일, 러시아의 크라스노다르와. 2024년 1월 21일부터 2028년 여름까지 계약을 체결했다.

## 국가대표팀 경력
2023년 1월 28일, 미국과의 친선 경기에서 콜롬비아 A대표팀 데뷔전을 치렀다. 2023년 3월 대한민국과 일본과의 친선 경기를 위해 콜롬비아 대표팀에 다시 소집되었다.